# گاوکول
گاوکول، روستایی از توابع بخش مرکزی شهرستان سیاهکل در استان گیلان ایران است.
این روستا دارای طایفه های دیلمی و شغل مردم از دیرباز تا کنون دامداری و کشاورزی بوده، روستای گاوکول به واسطه جنگل های هیرکانی و گونه های درختی متنوع یکی از خاصترین جنگل های گیلان و ایران را داراست، این روستا دارای امکانات آب آشامیدنی،برق،گاز و تلفن، مدرسه پسرانه سوپر مارکت و ...می باشد، آقایان احمد پژوهان، مهرداد افروز، ولی برهانی، به عنوان شورای اسلامی روستا و آقای عبداله پژوهان به عنوان دهیار روستا میباشند.
روستای گاوکول مقصدی جذاب برای گردشگران و غیر بومیان که از سرتاسر ایران به این ناحیه عزیمت مینمایند.

## جمعیت
این روستا در دهستان خرارود قرار دارد و براساس سرشماری مرکز آمار ایران در سال ۱۳۸۵، جمعیت آن ۲۶۵ نفر (۶۰خانوار) بوده‌است.